# Lindmania aurea
Lindmania aurea är en gräsväxtart som beskrevs av L.B.Sm., Steyerm. och Harold Ernest Robinson. Lindmania aurea ingår i släktet Lindmania och familjen Bromeliaceae. Inga underarter finns listade i Catalogue of Life.